# Moacir Barbosa
Moacir Barbosa Nascimento (Río Branco, 27 de marzo de 1921-Praia Grande, São Paulo, 7 de abril de 2000) fue un futbolista brasileño que jugó como guardameta. En su carrera destacó como titular en el Vasco da Gama y fue internacional con la selección brasileña.
Barbosa fue el portero titular de la selección de Brasil que perdió la final del Mundial de Brasil 50, donde Uruguay batió a los anfitriones por 2-1 en el estadio de Maracaná. El llamado «Maracanazo» marcó el resto de su carrera deportiva, pues buena parte de la sociedad brasileña le culpó de aquella derrota.

## Biografía
Moacir Barbosa comenzó su carrera como futbolista en 1940, como extremo izquierda en las filas de un club amateur de São Paulo. Un año después se marchó al Clube Atlético Ypiranga y pasó a jugar como guardameta, destacando por su agilidad bajo la portería. En 1945 fue contratado por el Vasco de Gama y se hizo con la titularidad en su primera temporada, a pesar de que entonces no contaba con experiencia en campeonatos profesionales.
En su etapa con el Vasco da Gama, ganó cinco Campeonatos Cariocas. Al mismo tiempo, debutó con la selección de fútbol de Brasil, convirtiéndose en el primer portero negro en la historia del combinado nacional. El jugador fue titular en los partidos de la selección en el Campeonato Sudamericano de 1949, donde Brasil se proclamó campeón.
Barbosa era titular en la Copa Mundial de 1950, a la que Brasil llegó como anfitriona y gran favorita para alzar el título. En la fase final, le bastaba un empate ante Uruguay para conseguir el objetivo, razón por la que el pueblo brasileño llegó a dar por hecho el triunfo. Sin embargo, los uruguayos vencieron a los anfitriones por 2-1 en el estadio de Maracaná contra todo pronóstico. La inesperada derrota, conocida como Maracanazo, tuvo un enorme impacto en el fútbol y la sociedad brasileña; muchos culparon a Moacir por no haber detenido los dos tantos uruguayos, especialmente el segundo de Alcides Ghiggia.
Después de ese partido, Barbosa mantuvo la titularidad en Brasil hasta 1953 y en Vasco da Gama hasta 1955. Tras haber superado la treintena recaló en clubes de menor categoría y finalmente colgó las botas en 1962 con el Campo Grande, a los 41 años. 
Barbosa estuvo trabajando como funcionario en la Superintendencia de Deportes de Río de Janeiro y se apartó por completo del fútbol, pues parte de la sociedad brasileña le había convertido en un chivo expiatorio para culparle del Maracanazo. En 1963 los gerentes de Maracaná reemplazaron las porterías y le regalaron la original de madera en la que había encajado el gol de Ghiggia. No dudó en quemarla, pero se quedó con un trozo que sus herederos han subastado. Aquel episodio es rememorado por el cantante uruguayo Tabaré Cardozo, en el candombe Barbosa, compuesto en homenaje al portero brasileño.
Más de cuarenta años después, en 1993, fue a visitar a la selección brasileña mientras se preparaba para la Copa Mundial de 1994, pero el cuerpo técnico de Mário Zagallo le negó la entrada porque creían que «daría mala suerte». Barbosa llegó a declarar que «la pena máxima en Brasil por un delito son treinta años, pero yo he cumplido condena durante toda mi vida».
En sus últimos años, Barbosa afrontó la muerte de su esposa por un cáncer y la pobreza, aunque el Vasco de Gama terminó otorgándole una pensión vitalicia. Falleció el 8 de abril de 2000 a los 79 años por un derrame cerebral, en casa de su hija adoptiva.

## Trayectoria
| Club          | País   | Año       |
| ------------- | ------ | --------- |
| Ypiranga      | Brasil | 1940-1944 |
| Vasco da Gama | Brasil | 1945-1955 |
| Santa Cruz    | Brasil | 1955-1956 |
| Bonsucesso    | Brasil | 1956-1957 |
| Vasco da Gama | Brasil | 1958-1960 |
| Campo Grande  | Brasil | 1962      |

## Palmarés

### Campeonatos nacionales
- 1945, Campeonato Carioca, Vasco da Gama (Brasil)
- 1947, Campeonato Carioca, Vasco da Gama (Brasil)
- 1949, Campeonato Carioca, Vasco da Gama (Brasil)
- 1950, Campeonato Carioca, Vasco da Gama (Brasil)
- 1952, Campeonato Carioca, Vasco da Gama (Brasil)
- 1958, Torneo Rio-São Paulo, Vasco da Gama (Brasil)
- 1958, Campeonato Carioca, Vasco da Gama (Brasil)

### Campeonatos internacionales
- 1948, Campeonato Sudamericano de Campeones, Vasco da Gama (Brasil)
- 1949, Campeonato Sudamericano, selección brasileña